# Craspedosis prouti
Craspedosis prouti là một loài bướm đêm trong họ Geometridae.